# Kanton Anzin (bis 2015)
Der Kanton Anzin war ein französischer Kanton im Arrondissement Valenciennes, im Département Nord und in der Region Nord-Pas-de-Calais. Sein Hauptort war Anzin. Vertreter im Generalrat war seit 2002 Jacques Marissiaux (zunächst DVG, dann PS).
Im Zuge der Neuordnung der französischen Kantone im Jahr 2015 wurde der Kanton erweitert um die Gemeinden Escautpont, Fresnes-sur-Escaut und Onnaing; die Gemeinde Saint-Saulve wurde dagegen dem Kanton Valenciennes zugeordnet.
siehe auch: → Kanton Anzin

## Gemeinden
Der Kanton bestand bis 2015 aus vier Gemeinden:
| Gemeinde           | Einwohner Jahr | Fläche km² | Bevölkerungsdichte | Code INSEE | Postleitzahl |
| ------------------ | -------------- | ---------- | ------------------ | ---------- | ------------ |
| Anzin              | 13.092 (2013)  | 3,64       | 3.597 Einw./km²    | 59014      | 59410        |
| Beuvrages          | 6.716 (2013)   | 3          | 2.239 Einw./km²    | 59079      | 59192        |
| Bruay-sur-l’Escaut | 12.097 (2013)  | 6,7        | 1.806 Einw./km²    | 59112      | 59860        |
| Saint-Saulve       | 11.108 (2013)  | 12,04      | 923 Einw./km²      | 59544      | 59880        |